# Bockert
Bockert ist ein Ortsteil der nordrhein-westfälischen Kreisstadt Viersen.

## Geografie und Geschichte
Innerhalb des Viersener Stadtgebiets liegt die Ortschaft Bockert im Südwesten des Stadtbezirks Alt-Viersen. Anders als der etwas weiter nördlich liegende Ortsteil Hoser, wird Bockert postalisch nicht mehr mit zur Viersener Innenstadt, sondern zu den südlichen und östlichen Außenbereichen Alt-Viersens gerechnet und hat daher die Postleitzahl 41748 (und nicht 41747). Frühere Bezeichnungen für die Ortschaft waren Boekholt oder Boukholt (Hochdeutsch: Buchengehölz), welche auf einen früher hier vorhandenen Buchenwald hindeuten. Daran erinnert noch heute die eigentümliche Sprechweise das Bockert bzw. in dem Bockert. Soweit es überliefert wurde, ist Bockert bereits seit dem Mittelalter ein Teil von Viersen, von einer wie auch immer gearteten kommunalen Selbständigkeit ist nichts bekannt. In kirchlicher Hinsicht verhält es sich allerdings anders: Bockert ist ein Kirchdorf mit der katholischen Pfarrkirche St.Peter, zur Bockerter Pfarrgemeinde gehören außerdem noch die benachbarten Altviersener Ortsteile Hoser und Oberbeberich.

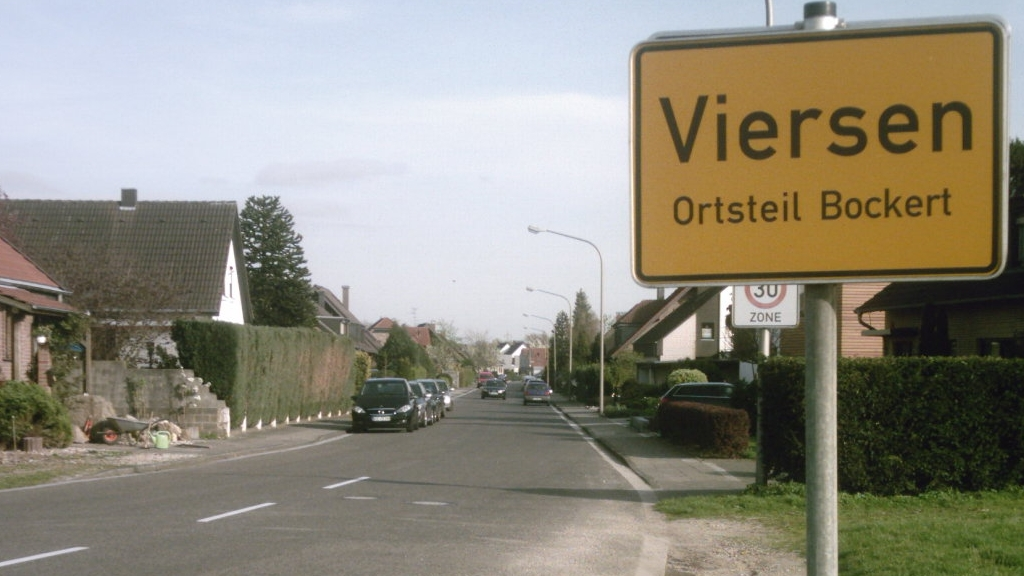
Der Ortseingang von Bockert an der Kreuzstraße.

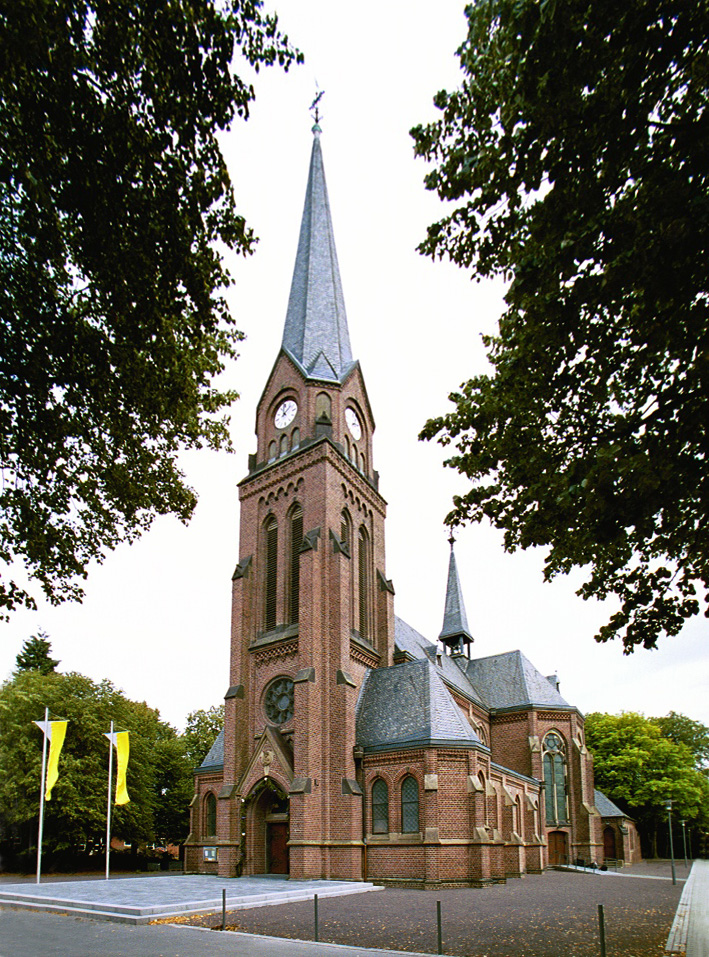
Die katholische Pfarrkirche St.Peter in Viersen-Bockert.

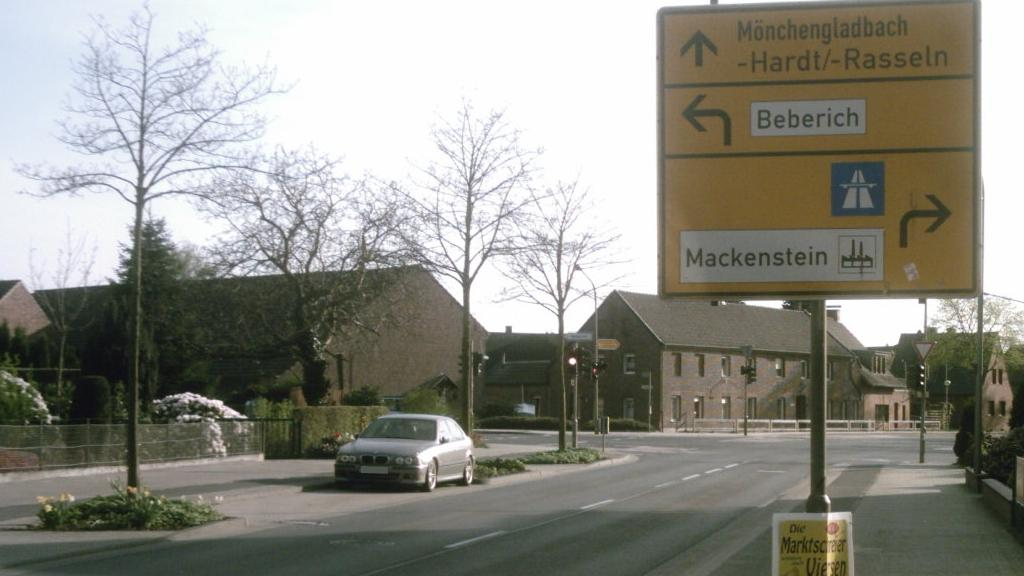
Die Kreuzung der Hardter Straße (L 39) mit der Kreisstraße 8 in Bockert.

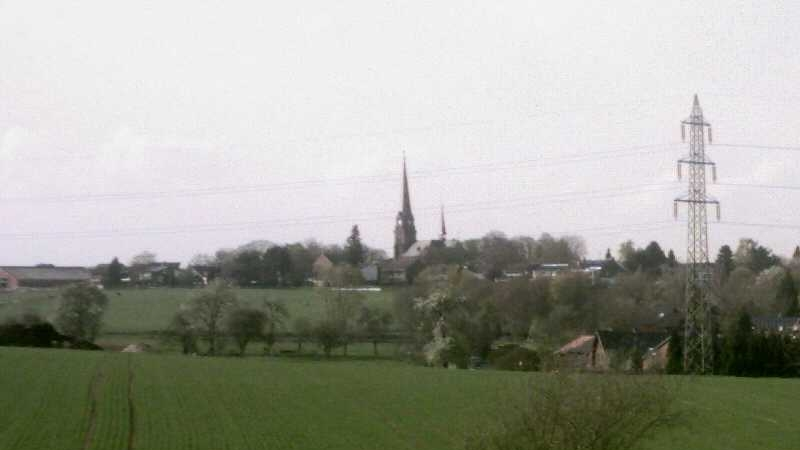
Bockert mit katholischer Pfarrkirche, von den Bebericher Tempelshöfen aus gesehen.

## Verkehr
Die von Bockert aus nächstgelegenen Bahnhöfe im Personenverkehr sind die Bahnhöfe Viersen und Dülken.

### Straßenverkehr
- Bockert wird in Nord-Süd-Richtung von der zweispurigen Landesstraße L 39 (Hardter Straße) durchquert. Die L 39 verläuft hier von der Altviersener Innenstadt über Hoser nach Bockert und weiter über Rasseln nach Mönchengladbach-Hardt.
- In West-Ost-Richtung wird die Hardter Straße gekreuzt von der Kreisstraße 8 (Bockerter Straße), die von Schwalmtal-Waldniel über Mackenstein und den gleichnamigen Autobahnanschluss an der A 61 nach Bockert führt und weiter über Beberich bis an die Gladbacher Straße (L 71).
- Der nächstgelegene Autobahn-Anschluss ist die Autobahnanschlussstelle "Mackenstein" an der A 61. Bis 2002 trug die Anschlussstelle den Namen Viersen-Bockert, wurde dann aber zugunsten des stark frequentierten Industriegebiets Mackenstein umbenannt.

### Busverkehr
Als Ortsteil von Viersen zählt Bockert zum Tarifgebiet des Verkehrsverbunds Rhein-Ruhr. Die Viersener Niederrheinwerke bedienen den Ortsteil Bockert mit insgesamt zwei Buslinien:
| Typ | Linie | Strecke | Hinweise                                                                                   |
| --- | ----- | --- | ------------------------------------------------------------------------------------------ |
|     | 081   | Bockert, Kreuz ↔ Hoser ↔ Viersen, Gereonsplatz ↔ Viersen, Busbf. ↔ Krefelder Str. ↔ Robend ↔ Düpp, Im Wolfhahn | Niederrheinwerke Viersen                                                                   |
|     | 082   | Bockert, Kreuz ↔ Hoser ↔ Viersen, Busbf. ↔ Viersen, Gereonsplatz ↔ Viersen, Bf. ↔ Robend ↔ Düpp, Im Wolfhahn   | Niederrheinwerke Viersen, in Hoser wird zusätzlich die Haltestelle "Eigenheim" angefahren. |
|     |       | | (Stand: April 2011)                                                                        |

### Radwanderwege
Die Ortschaft Bockert wird – teils auf gemeinsamem Fahrweg – von mehreren Radwanderwegen durchquert oder berührt, insgesamt führen drei offiziell ausgewiesene Radwanderwege durch den Ort:
- Die Deutsche Fußballroute NRW, hier speziell zwischen den Erlebnis-Städten Krefeld und Mönchengladbach. Die Fußballroute führt, von Krefeld kommend, durch die Altviersener Innenstadt und am Viersener Hauptfriedhof vorbei, verläuft dann westlich von Hoser durch die Felder (Buyterste Feld) bis nach Bockert, weiter in Richtung Bockerter Heide und dann über Mönchengladbach-Rasseln schließlich Richtung Borussia-Park.
- Die Mispelroute ist ein Rundweg um Alt-Viersen herum. Die Mispelroute verläuft etwa ab dem Buytersten Feld auf gemeinsamem Fahrweg mit der Deutschen Fußballroute NRW durch Bockert hindurch bis zum Abzweig Richtung Haus Waldfrieden in der Bockerter Heide. Während die Fußballroute hier zunächst noch weiter geradeaus Richtung Mönchengladbach verläuft, zweigt die Mispelroute hier rechts ab und verläuft am Haus Waldfrieden vorbei über Bötzlöh nach Helenabrunn und weiter Richtung Niers.
- Der Irmgardispfad, ein innerstädtischer Wanderweg für Fußgänger und Radfahrer, verläuft hingegen unabhängig von den beiden erstgenannten Radrouten auf eigenem Fahrweg über die Zweitorstraße am östlichen Ortsrand von Bockert entlang. Der Irmgardispfad führt von der Irmgardiskapelle in den Süchtelner Höhen am westlichen Stadtrand von Alt-Viersen vorbei über Hoser und den Jubiläumsgarten nach Bockert und weiter über Oberbeberich, Ompert und Ummer nach Helenabrunn.[4]

## Vereinswesen und Gesellschaftsleben
- Schützen: St. Peter und Paul Bruderschaft Viersen-Bockert 1763 e. V.[5]
- St. Martin: St. Martinsverein Viersen-Bockert 1891[6]

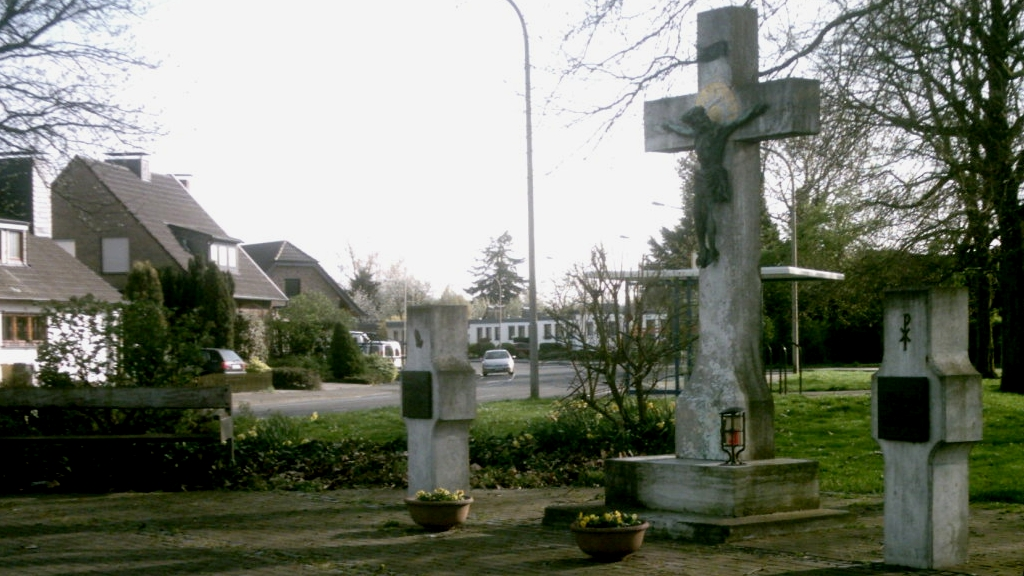
Das Wegekreuz an der Ecke Hardter Straße/Kreuzstraße in Bockert.

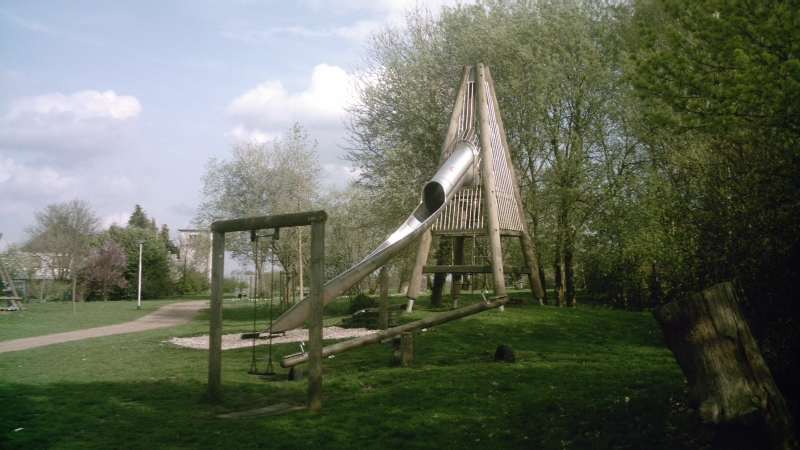
Spielgeräte am Bockerter Rand des Viersener Jubiläumsgartens.

## Sehenswürdigkeiten
- Wegekreuz Hardter Straße/Kreuzstraße: Das Wegekreuz an der Ecke Hardter Straße/Kreuzstraße befindet sich ungefähr im historischen Ortskern von Bockert. An dieser Stelle stand früher eine Kapelle, die 1886 abgerissen wurde. Ersatzweise errichtete man dann dort ein Holzkreuz, welches aber mehrfach restauriert werden musste, schließlich wurde das Holzkreuz 1927 durch ein Steinkreuz aus Muschelkalk ersetzt. Aus gleichem Material sind zwei nach dem Zweiten Weltkrieg hinzugefügte, seitlich angeordnete Gedenksteine gefertigt. Auf ihren in den 1990er Jahren ergänzten, kupfernen Platten tragen sie die Beschriftung 'Gedenket der Toten' und 'Bewahret den Frieden'. Das Ensemble ist in eine kleine Grünanlage eingebettet und steht seit 2002 unter Denkmalschutz.[7]
- Bodendenkmal Hötte und Pötte: In kurzer Entfernung zum Wegekreuz Hardter Straße/Kreuzstraße befindet sich in westlicher Richtung das 1992 angelegte Bodendenkmal Hötte und Pötte. Der Name geht auf den Merksatz Bockert hätt fiev Hötte on si'eve Pötte zurück, der bedeutet, dass früher im Bockert fünf Hofstellen (Hötte) und sieben Brunnen (Pötte) existierten. Die Namen der Hofstellen und Brunnen sind mit farbigen Bodenplatten versinnbildlicht. Die Existenz der Brunnen machte das Entstehen des Ortsteils überhaupt erst möglich, denn anders als in allen anderen Viersener Ortsteilen gab es hier nie ein Fließgewässer.
- Viersener Jubiläumsgarten: Zwischen Bockert und Hoser befindet sich der sog. Jubiläumsgarten. Dabei handelt es sich um eine kleine Parkanlage, in der interessierte und geneigte Bürger anlässlich ihrer persönlichen Jubiläen (Geburtstage, Hochzeitstage etc.) jeweils die Pflanzung eines Baumes durchführen oder durchführen lassen können.[8] Darüber hinaus sind im Jubiläumsgarten eine Reihe interessanter Spielgeräte für Kinder aufgestellt worden.

## Die nähere Umgebung
| Dülken       | Hoser                                       | Unterbeberich |
| Bergerstraße | Kompassrose, die auf Nachbargemeinden zeigt | Oberbeberich  |
| MG-Rasseln   | Bockerter Heide Bötzlöh                     | Ompert        |